# Werle

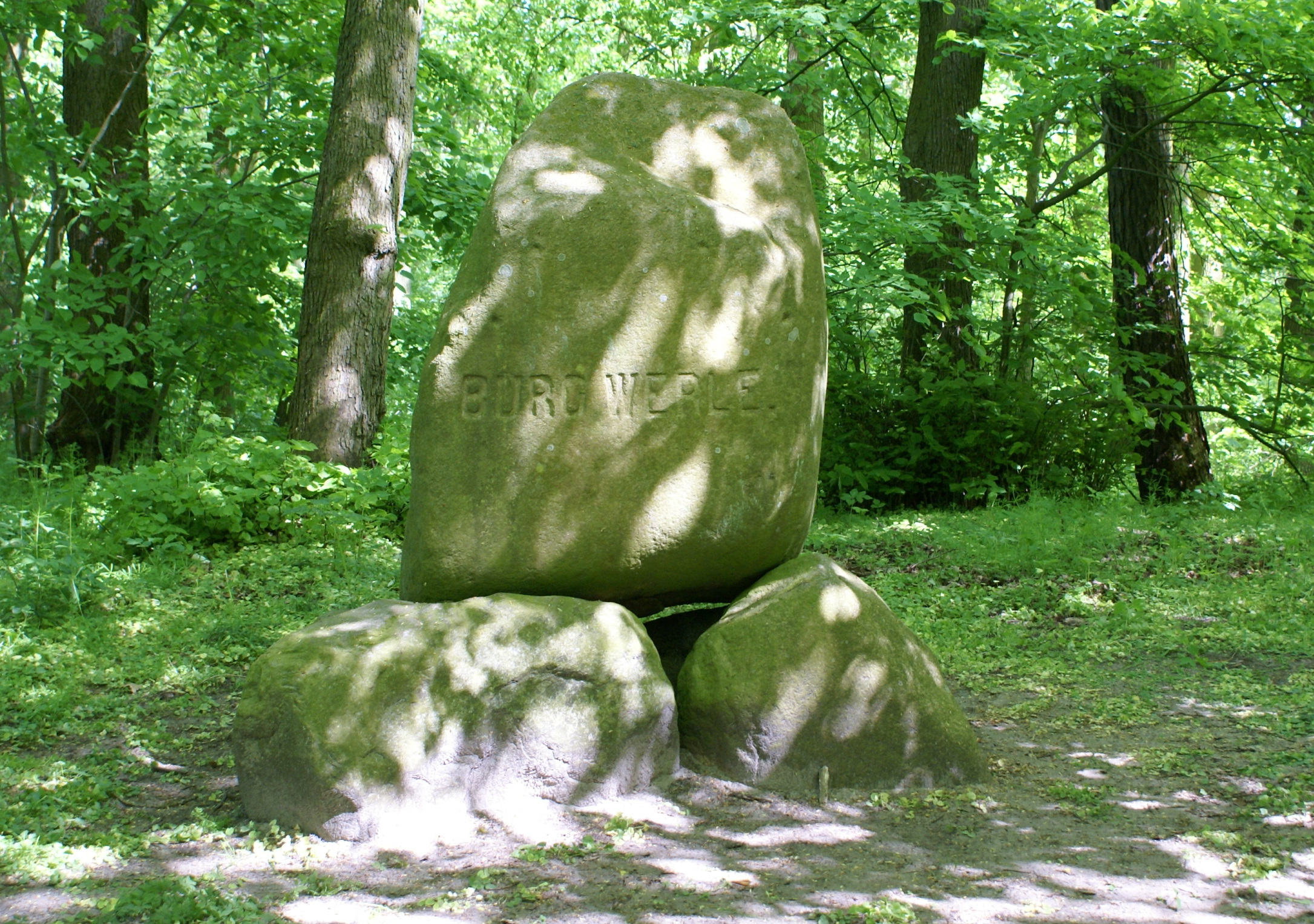
Platsen för Burg Werle markeras idag av en kulle med 6 ton tunga flyttblock.

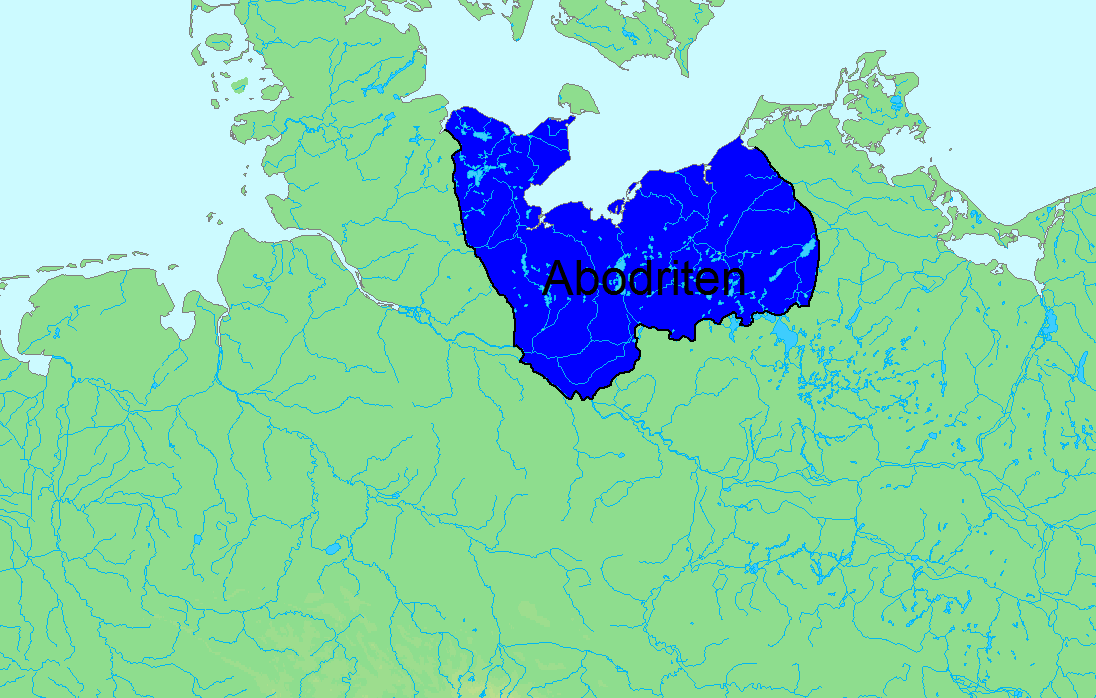
Karta som visar Obodriternas område

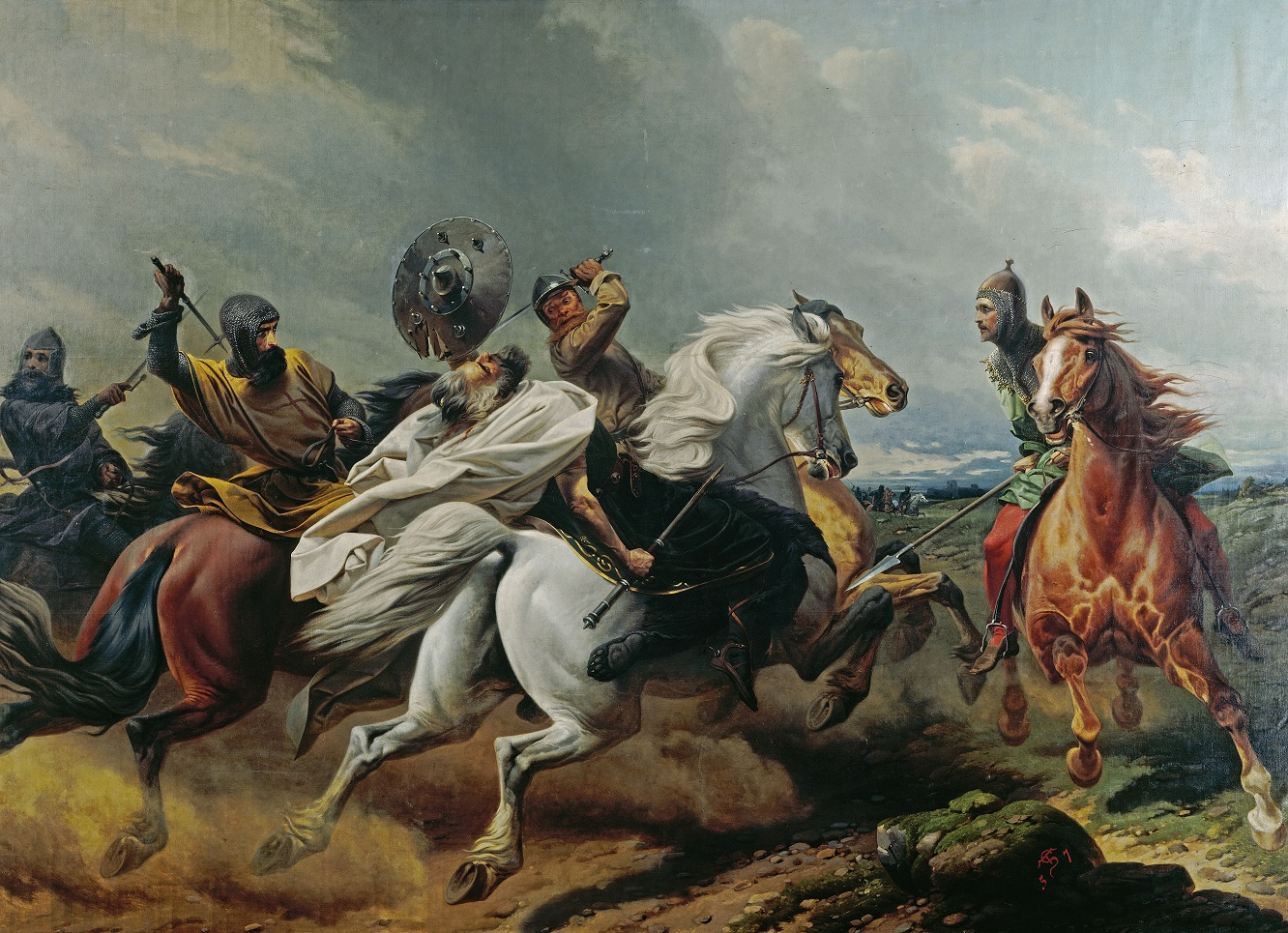
Målning som föreställer furst Niklots död vid borgen Werle, år 1160.

Mecklenburgs traditionella vapensköld med tjuren som är typisk för vapnet.

Werle, på tyska ibland kallat Wenden, var en slavisk borg och senare ett tyskt herredöme och furstendöme, även kallat Wenden och Mecklenburg-Werle, nära staden Güstrow i nuvarande Mecklenburg-Vorpommern. Namnet kommer från borgen Burg Werle bei Güstrow, belägen i den nuvarande ortsdelen Kassow. Borgen, känd sedan 600-talet, är idag knappt urskiljbar.

## Obotriterna
I området nära borgen levde en slavisk stam som kallas Obotriter, vilka utvecklade ett kungadöme. Under 1100-talet leddes Obotriterna av Niklot av obotriterna. Hedningen Niklot härstammade från obotritisk (abodritisk) adel, och var furste av obotriterna redan 1129.
I mitten av 1100-talet blev obotriternas land, känt som Terra Obodritorum, ansatta av Tyskarna, och under 1100-talet blev obotriterna nästan utrotade. Deras land blev tyskt och kristet, huvudsakligen genom den sachsiske hertigen Henrik Lejonet. 
Henrik Lejonet av Sachsen hade flera uppgörelser med furst Nikot, vilka slutade med att han blev Henriks vasall, men hans lojalitet blev inte långvarig och sensommaren 1160 drog Henrik Lejonet in i Obotriternas land med en här. Samtidigt angreps obotriterna norrifrån av danskarna under Valdemar Sejr. 
Då Niklots söner Pribislav och Vartislav led nederlag i närheten av Mecklenburg företog Niklot personligen en framstöt. Han ämnade locka hertigens trossknektar i ett bakhåll. Niklot överlistades då av sachsiska riddare vilka förklätt sig till knektar. I striden stupade så gamle furst Niklot en sen augustidag 1160. Sachsarna tog hans huvud som krigsbyte. Det resterande motståndet i landet bröts snart ned. Sönerna Pribislav och Vartislav satte borgen Werle i brand och drog sig tillbaka i landets inre delar. Senare samma år slöt de fred med hertig Henrik Lejonet och avträdde till denne hela det av honom erövrade landet. Hertigen förlänade dem dock områdena Kessin och Circipania med borgen Werle.
Deras lojalitet varade dock inte länge, och Henrik Lejonet tvingades att återigen anfalla Werle. Med hjälp av belägringsmaskiner och torn av trä erövrade hertigen Werle och tillfångatog Vartislav, som senare avrättades, varefter Pribislav flydde.

## Furstendömet och huset Werle
Pribislav underkastade sig 1167 slutgiltigt hertig Henrik Lejonet efter ett flertal strider. Pribislav kunde från detta år titulera sig Pribislav I av Mecklenburg, sachsisk länsfurste av Mecklenburg-Rostock samt från 1171 tysk riksfurste. Han valde Werle som residens. När Pribislav 1167 återfick terra Obodritorum (förutom Schwerin) som vasall till hertig Henrik Lejonet ingicks ett nära förbund mellan de två som höll livet ut. Alliansen beseglades med ett äktenskap mellan Pribislavs son och en illegitim dotter till hertigen. 1172-1173 åtföljde Pribislav Henrik Lejonet till Jerusalem.
Deras son Henrik Burwin II av Mecklenburg gifte sig mellan 1194 och 1205 med svenska Kristina (levde 1248), möjligen dotter till den svenske kungen Sverker den yngre.
Nikolaus I av Werle, son till Henrik Burwin II av Mecklenburg (död 1226) och svenska Kristina, var furste av Mecklenburg i Werle-Güstrow 1234-1277. Hans son, Henrik I av Werle (mördad 1291), var furste av Werle-Güstrow. Arvet övergick då till Nikolaus I av Werles bror Henrik Burwin III av Mecklenburg, som gifte sig före 15 februari 1237 med Sofia  (död före 24 april 1241), dotter till svenske kung Erik Knutsson. 
Furstendömet Werle avsöndrades vid flera tillfällen i mindre områden: 
- 1227 bröts friherrskapen Rostock, Werle (Mecklenburg-Werle, efter borgen Werle intill staden Güstrow) och Parchim-Richenberg ut ur Mecklenburg. Parchim-Richenberg återförenades med Mecklenburg 12??.
- 1230 blev Ratzeburg biskopsdöme styrt av en furstbiskop.
- 1277 bröts friherrskapen Werle-Güstrow och Werle-Parchim ut ur Werle.
- 1283 bildades Werle-Güstrow und Werle-Parchim
- 1292 återförenades Werle-Parchim och Werle-Güstrow med Werle av Nikolaus II av Werle.
- 1300 sökte Rostock danskt beskydd och blev län under Danmark.
- 1314 blev Rostock Mecklenburgs län under Danmark.
- 1316 delades Werle i friherrskapen Werle-Güstrow och Werle-Goldberg (med centrum i Goldberg i nuvarande Ludwigslust-Parchim).
- 1337 bröts friherrskapet Werle-Waren ut ur Werle-Güstrow.
- 1374 uppgick Werle-Goldberg i Werle-Güstrow.
- 1425 återförenades Werle-Waren och Werle-Güstrow till friherrskapet Werle.
- 1436 avled Wilhelm av Werle, den siste herren till Werle, och friherrskapet Werle införlivades med Mecklenburgska ättens territorium Mecklenburg-Stargard (efter staden Burg Stargard i nuvarande Mecklenburgische Seenplatte).
- 1858 övergick Werle från Güstrow, till Amt Schwaan.